# Carlos Antonio Ávila
Carlos Antonio Ávila IVE (Comodoro Rivadavia, 12 de agosto de 1964) é Superior Apostólico Emérito do Tajiquistão.
Carlos Ávila ingressou na congregação do Instituto do Verbo Encarnado e foi ordenado sacerdote em 8 de dezembro de 1990. Em 29 de setembro de 1997, o Papa João Paulo II o nomeou Superior Apostólico do Tajiquistão. O Papa Francisco aceitou sua renúncia em 19 de setembro de 2013 e nomeou Pedro Ramiro López como seu sucessor.